# Calafate (mite)
El mite de Calafate és una història explicada pels tehueltxes i selknam (ones), indígenes de la Patagònia i Terra del Foc, que va ser adoptada en el folklore de l'Argentina i de Xile. Intenta explicar l'origen de la planta de Calafate.
Hi ha dues versions principals. Un explica la història d'amor entre dos joves de tribus diferents, i es coneix a Xile i Argentina; l'altra, parla d'una dona gran tehueltxe abandonada, i es transmet a l'Argentina.

## La donzella Calafate
El mite diu que un cap tehueltxe tenia una filla anomenada Calafate que era el que ell més estimava. Ella era una bella jove d'ulls daurats i sempre havia obeït en tot el seu pare. Però les coses van canviar quan el clan Calafate va rebre un jove selknam perquè estigués a prova entre ells i superés el kloketen o rituals d'iniciació per a convertir-se en home.
Aviat va sorgir l'amor entre els dos joves i van pensar a marxar junts, malgrat que els tehueltxes sovint menyspreaven els selknam i el cap s'oposava rotundament a la unió. Per tradició, no podien fer mal al noi durant el kloketen i per evitar que seguissin amb la seva relació, al pare de Calafate no li va quedar més remei que demanar ajuda al xaman. Aquest li va respondre que no podria fer que s'acabés el seu amor, però sí que podria mantenir-los separats per sempre.
La noia va ser transformada mitjançant la màgia en una planta espinosa que mai abans s'havia vist en aquelles terres, però que tenia flors daurades com els ulls de Calafate. Durant mesos el jove va rondar per l'estepa buscant a la seva estimada i els esperits el van ajudar, convertint-lo en una petita au que podia recórrer amb més velocitat les grans extensions patagones. Un dia d'estiu, el jove metamorfosejat es va posar en un arbust que no havia vist abans i al provar els seus fruits es va adonar que eren tan dolços com el cor de Calafate. Així van aconseguir retrobar-se després d'haver cregut que no seria possible.
Una variant d'aquesta història explica que Calafate era una jove selknam i que el jove era un presoner yagán atrapat a les costes de Terra del Foc.
A la Patagònia s'explica que l'embruixament de Calafate roman en els fruits de Calafate i que qui els mengi una vegada no deixarà de retornar al lloc en què ho va fer.

## L'anciana Koonex
A una tradició tehueltxe es narra que fa molt de temps, els éssers humans i les aus de la Patagònia havien d'emigrar cap al nord tots els hiverns per l'escassetat d'aliment. En una tendaleria tehueltxe havia una dona gran xaman anomenada Koonex, que ja no era capaç d'emprendre el llarg viatge, de manera que els seus parents li van fer un tendal amb pells de guanac, li van deixar estris i aliments i van marxar. L'àvia es va quedar sola i va caure en un somni profund.
A la primavera següent, alguns ocells que tornaven del nord es van posar en el tendal de Koonek i van sentir com la veu de l'anciana els reprendria per haver abandonat. Ella va dir que els entenia i que per això faria alguna cosa perquè mai més haguessin de marxar i deixar-la allà. Quan el tendal va volar, els ocells van poder veure que a sota ja no hi era Koonex, sinó una planta espinosa de flors grogues.
Quan maduraren els fruits, persones i animals s'adonaren que eren comestibles i que eren bons. Per això ja no va ser necessari emigrar cap al nord. S'explica que els tehueltxes escamparen les llavors de Calafate (koonex en la seva llengua) per tota la Patagònia i que qui provi els seus fruits ja no necessita anar-se'n.